# Argentina Open 2021
Argentina Open 2021 byl tenisový turnaj pořádaný jako součást mužského okruhu ATP Tour, který se odehrával v areálu Buenos Aires Lawn Tennis Clubu na otevřených antukových dvorcích. Konal se mezi 1. až 7. březnem 2021 v argentinské metropoli Buenos Aires jako dvacátý čtvrtý ročník turnaje.
Turnaj s rozpočtem 411 940 dolarů patřil do kategorie ATP Tour 250. Nejvýše nasazeným hráčem ve dvouhře se stal devátý hráč světa Diego Schwartzman z Argentiny. Jako poslední přímý účastník do hlavní singlové soutěže zasáhl 102. hráč žebříčku, Slovák Andrej Martin.
Čtvrtý singlový titul na okruhu ATP Tour vybojoval Diego Schwartzman, čímž se stal prvním argentinským šampionem od Davida Nalbandiana z roku 2008. Čtyřhru ovládl bosensko-srbský pár Tomislav Brkić a Nikola Ćaćić. Brkić vyhrál deblovou soutěž na túře ATP jako první tenista z Bosny a Hercegoviny.

## Rozdělení bodů a finančních odměn

### Rozdělení bodů
| Soutěž  | vítězové | finalisté | semifinalisté | čtvrtfinalisté | 16 v kole | 32 v kole | Q  | Q3 | Q2 | Q1 |
| ------- | -------- | --------- | ------------- | -------------- | --------- | --------- | -- | -- | -- | -- |
| dvouhra | 250      | 150       | 90            | 45             | 20        | 0         | 12 | 6  | 3  | 0  |
| čtyřhra | 250      | 150       | 90            | 45             | 0         | —         | —  | —  | —  | —  |

### Finanční odměny
| Soutěž                              | vítězové | finalisté | semifinalisté | čtvrtfinalisté | 16 v kole | 32 v kole | Q3      | Q2      | Q1      |
| ----------------------------------- | -------- | --------- | ------------- | -------------- | --------- | --------- | ------- | ------- | ------- |
| dvouhra                             | 24 400 $ | 18 030 $  | 13 510 $      | 9 240 $        | 6 310 $   | 4 505 $   | 3 470 $ | 2 310 $ | 1 275 $ |
| čtyřhra                             | 8 510 $  | 6 230 $   | 4 730 $       | 3 390 $        | 2 480 $   | —         | —       | —       | —       |
| částka ve čtyřhře je uvedena na pár |          |           |               |                |           |           |         |         |         |

## Mužská dvouhra

### Nasazení
| Stát                           | Hráč                 | ATP | Nasazení |
| ------------------------------ | -------------------- | --- | -------- |
| Argentina                      | Diego Schwartzman    | 9.  | 1.       |
| Chile                          | Cristian Garín       | 22. | 2.       |
| Francie                        | Benoît Paire         | 29. | 3.       |
| Srbsko                         | Miomir Kecmanović    | 41. | 4.       |
| Španělsko                      | Albert Ramos-Viñolas | 47. | 5.       |
| Španělsko                      | Pablo Andújar        | 55. | 6.       |
| Srbsko                         | Laslo Djere          | 59. | 7.       |
| USA                            | Frances Tiafoe       | 62. | 8.       |
| Žebříček ATP ke 22. únoru 2021 |                      |     |          |

### Jiné formy účasti
Následující hráči obdrželi divokou kartu do hlavní soutěže:
- Thiago Agustín Tirante
- Facundo Díaz Acosta
- Holger Vitus Nødskov Rune

Následující hráči obdrželi do hlavní soutěže zvláštní výjimku:
- Facundo Bagnis
- Juan Manuel Cerúndolo

Následující hráči postoupili z kvalifikace:
- Francisco Cerúndolo
- Lukáš Klein
- Jaume Munar
- Sumit Nagal

### Odhlášení
před začátkem turnaje
- Pablo Cuevas → nahradil jej  Gianluca Mager
- Pedro Martínez → nahradil jej  Andrej Martin
- Guido Pella → nahradil jej  Roberto Carballés Baena

## Mužská čtyřhra

### Nasazení
| Stát                                                                                    | Hráč              | Stát       | Hráč              | ATP  | Nasazení |
| --------------------------------------------------------------------------------------- | ----------------- | ---------- | ----------------- | ---- | -------- |
| USA                                                                                     | Austin Krajicek   | Chorvatsko | Franko Škugor     | 74.  | 1.       |
| Brazílie                                                                                | Marcelo Demoliner | Mexiko     | Santiago González | 93.  | 2.       |
| Itálie                                                                                  | Simone Bolelli    | Argentina  | Máximo González   | 115. | 3.       |
| Uruguay                                                                                 | Ariel Behar       | Ekvádor    | Gonzalo Escobar   | 123. | 4.       |
| Žebříček ATP ke 22. únoru 2021; číslo je součtem žebříčkového postavení obou členů páru |                   |            |                   |      |          |

### Jiné formy účasti
Následující páry obdržely divokou kartu do hlavní soutěže:
- Francisco Cerúndolo /  Federico Coria
- Facundo Díaz Acosta /  Thiago Agustín Tirante

### Odhlášení
před začátkem turnaje
- Marco Cecchinato /  Guido Pella → nahradili je  Roberto Carballes Baena /  Salvatore Caruso
- Pablo Cuevas /  Oliver Marach → nahradili je  Oliver Marach /  Luis David Martínez
- Pablo Andújar /  Pedro Martínez → nahradili je  Pablo Andújar /  Jaume Munar

During the tournament
- André Göransson /  Thiago Monteiro

## Přehled finále

### Mužská dvouhra
- Diego Schwartzman vs.  Francisco Cerúndolo, 6–1, 6–2

### Mužská čtyřhra
- Tomislav Brkić /  Nikola Ćaćić vs.  Ariel Behar /  Gonzalo Escobar, 6–3, 7–5